# سله بن
سله بن، روستایی از توابع بخش ارجمند شهرستان فیروزکوه در استان تهران ایران است.

## جمعیت
این روستا در دهستان دوبلوک قرار دارد و براساس سرشماری مرکز آمار ایران در سال ۱۳۸۵، جمعیت آن ۵۸۵ نفر (۱۸۶خانوار) بوده‌است. جمعیت غیر دائم یا فصلی روستا 2176 نفر بوده (568 خانوار می‌باشد  که در فصل بهار و تابستان در آن ساکن بوده و در فصل سرمابه شهرها مهاجرت می‌کنند.

## زبان
زبان مردم این روستا زبان طبری (مازندرانی) است که در فیروزکوه و سایر آبادی های شهرستان فیروزکوه در استان تهران گویش می شود.